# Богородице-Алексеевский монастырь
Богородице́-Алексе́евский монасты́рь — православный мужской монастырь в Томске, находится в юрисдикции Томской епархии Русской православной церкви.

## История
Сведения о времени основании монастыря расходятся — по одним источникам он был основан в 1605, по другим — в 1622 году. Известно, что монастырь точно существовал в 1630-е годы. Столь раннее появление монастыря в только что основанном городе А. Латышев объясняет правительственными указами, а не большим количеством потенциальных насельников, мечтающих удалиться от мира. Первоначальное население Томска состояло из разгульных казаков, корыстолюбивых промышленников, иностранных искателей богатства, высланных поляков, сосланных каторжан, местных татар, «которых обычаи нравились русским, и многоженство нашло и подражателей». «Правительство видело, как необходимо в таком краю заведение благочестивое, подающее пример христианских добродетелей…»
В 1630—1650-х годах Богородицкий монастырь находился у впадении реки Киргизки в Томь (Усть-Киргизский монастырь). В 1658 году перенесён на Юрточную гору. При строительстве были устроены подземные склады и ходы к реке Ушайке (на кирпичный свод наткнулись рабочие, производившие земляные работы в начале ноября 1888 года во дворе столоначальника томской казённой палаты В. Б. Орлова, жившего в конце тянувшейся от монастырской ограды к реке Ушайке улицы).
В 1663 году освящена церковь во имя Св. Алексея, человека Божия, монастырь стал называться Богородице-Алексеевским.
Из Богородице-Алексеевского монастыря осуществлялось руководство прочими восемью сибирскими монастырями, входившими в Томский разряд. Монастырь до 1764 года был единственным в Томской губернии владельцем 400 крепостных крестьян, а также обладал земельными угодьями на реках Томи и Оби. В XVII веке при монастыре была открыта больница, а в 1746 году первая томская школа — Томское русское духовное училище (в 1762 году преобразовано в русско-латинское). Также при монастыре с 1858 года действовала духовная семинария с обширной библиотекой.
Монастырь, как и другие сибирские обители, был местом ссылки нарушителей монастырских уставов. Также в нём содержались и светские лица.
Главным монастырским храмом является Казанская церковь, имеющая также приделы в честь Алексия, человека Божьего и святых Флора и Лавра. Изначально постройка была деревянная, неоднократно сгорала. В 1789 году было построено современное каменное церковное здание в стиле сибирского барокко. В церкви находился особо почитаемый образ Божией матери «Неопалимая купина».
В 1830-е годы монастырь окружили каменными стенами и башнями-часовнями (проект томского архитектора К. Г. Турского). На территории находились сад, озеро, летние кельи и кладбище, а к югу от монастыря — монастырская роща, сохранявшаяся до начала XX века.

## Новая история
В 1922 году сам монастырь был закрыт, но община верующих при Казанском храме существовала до 1929 года. Монахи в этот период проживали под арестом в братском корпусе, а после закрытия храма вместе с архимандритом были убиты на горе Каштак.
В 1930 году в помещениях монастыря расположился Индустриально-педагогический институт.
Решением Томского облисполкома от 17 февраля 1978 года комплекс монастырских зданий был взят под государственную охрану.

## Современность
В 1992 году Казанская церковь и келейный корпус монастыря были возвращены верующим. Началось регулярное богослужение. 5 июля 1995 года в выгребной яме на месте разрушенной часовни Федора Кузьмича были обретены его мощи, ставшие главной монастырской реликвией. В 1997 году была восстановлена часовня святого.
В 2010 году в келейном корпусе монастыря (бывшее здание архиерейского дома, построенного в 1835 году у южной стороны монастырской ограды) была освящена домовая церковь Трёх святителей. В ней устроен мраморный иконостас, сам декор церкви выполнен в византийском стиле.
В 2012 году из федерального бюджета по программе «Культура России» было выделено 15 миллионов рублей на реставрацию Казанской церкви.

## Настоятели
- 1605—1663 Ефрем (Березовский) первостроитель
- 1660—1668 схиигумен Исаия
- 1698 Иона-грек
- 1818—1829 Иероним (Кирилов)[2]
- 1898—1899 Иннокентий (Солодчин)
- 1899 Сергий (Титов)[3][4]
- 1901—1908 архимандрит Иона (Изосимов)
- 1921— 1922 епископ Гавриил (Воеводин)
- 1999—2013 игумен Силуан (Вьюров)
- с 2013 года игумен Кирилл (Умрилов)

## Известные личности
В 1729 году в монастыре в заточении провёл несколько месяцев Абрам Петрович Ганнибал.
В 1991 году территорию монастыря посетил Патриарх Алексий II.

## Монастырский некрополь

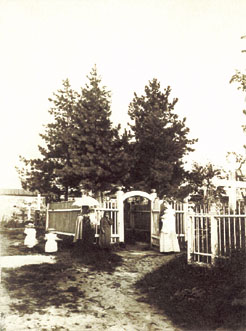
Могила Фёдора Кузьмича (фотография начала XX века)

Весьма вероятно, существовал с первых лет основания монастыря на Юрточной горе, то есть с 1663 года.
На картах Томска некрополь в монастыре обозначен только с конца XIX века. На карте 1898 года занимает значительный участок к северу и востоку от церкви. На картах 1930-х годов уже не обозначается.
В 1864 году на монастырском кладбище был похоронен старец Фёдор Кузьмич, отождествляемый в легендах с императором Александром I. В 1904 году над его могилой по проекту архитектора Викентия Оржешко была построена часовня.
На монастырском кладбище были похоронены известные жители Томска, здесь были могилы и «тех благочестивых лиц», которые внесли при жизни вклады на благо монастыря — золотопромышленник И. Д. Асташев, борец с злоупотреблениями местных чиновников губернатор Н. В. Родзянко (среди городских обывателей ходила легенда, по которой из могилы ещё долго раздавался истошный крик: «Я вас, канальи, по 3-му пункту»), скоропостижно скончавшиеся в Томске губернаторы И. И. Красовский (через год перезахоронен по завещанию в Троице-Сергиевой лавре) и А. И. Лакс (также перезахороненный из Томска), председатель томского губернского суда Евгений Барщевский, действительный статский советник А. В. Дуров, историк и краевед К. Н. Евтропов и др.
В советское время некрополь был уничтожен, последнее захоронение здесь было произведено в 1925 году, в 1929 году было принято решение о ликвидации некрополя и устройстве на его месте парка.
С возрождением монастыря некрополь восстанавливается, проведены раскопки, позволившие атрибутировать некоторые захоронения.